# AF de la Llebre
AF de la Llebre (AF Leporis) és un estel de magnitud aparent +6,31 en la constel·lació de la Llebre. S'hi troba a 87 anys llum del sistema solar i és membre de l'Associació estel·lar de Beta Pictoris.

## Característiques
AF de la Llebre és una nana groga de tipus espectral F7V la temperatura superficial de la qual és de 6.047 K —6.280 K segons un altre estudi. Un 77% més lluminosa que el Sol, la seva massa s'estima en 1,27 masses solars. Té un radi un 22% més gran que el radi solar —sent aquest un valor estimat— i gira sobre si mateixa amb una velocitat de rotació projectada de 52,6 km/s. El seu contingut metàl·lic correspon a 3/4 parts del que té el Sol. Hom pensa que és un estel jove amb una edat aproximada entre 10 i 30 milions d'anys.
AF de la Llebre està catalogada com a variable RS Canum Venaticorum i, com correspon a aquesta classe de variables, és possible que siga un estel binari. La seva lluentor varia entre magnitud +6,26 i +6,35 al llarg d'un curt període la durada del qual és de només 1 dia.